# Stenus similis
Stenus similis es una especie de escarabajo del género Stenus, familia Staphylinidae. Fue descrita científicamente por Herbst en 1784.
Habita en Reino Unido, Noruega, Suecia, Alemania, Finlandia, Austria, Francia, Países Bajos, Estonia, Mongolia, Luxemburgo, Polonia, Italia, Bélgica, Dinamarca, España, Portugal, Ucrania y Checa.